# Hira humerosignata
Hira humerosignata is een keversoort uit de familie zwamspartelkevers (Melandryidae). De wetenschappelijke naam van de soort werd in 1960 gepubliceerd door Hayashi.